# Профеминизъм
Профеминизмът се отнася за подкрепата на каузата на феминизма, без предполагането, че някой/някоя е член-привърженик на феминисткото движение и да се идентифицира като феминист/феминистка. Терминът се използва най-често във връзка с мъже, които са в активна подкрепа на феминизма и на усилията за постигане на равенство между половете. Един брой от профеминистки мъже са въвлечени и в политическия активизъм, най-често в областта на застъпването на правата на жените и срещу насилието към жени.
Като феминистката теория намира подкрепа сред множество от мъже, които формират групи на повишавано съзнание за въпросите на жените през 1960, тези групи са диференцирани по преференции за определени феминизми и политически подходи. Въпреки това, включването на гласовете на мъжете като „феминистки“, представлява тогава за някои въпрос на спор и разногласие.
|  | Тази страница частично или изцяло представлява превод на страницата Pro-feminism в Уикипедия на английски. Оригиналният текст, както и този превод, са защитени от Лиценза „Криейтив Комънс – Признание – Споделяне на споделеното“, а за съдържание, създадено преди юни 2009 година – от Лиценза за свободна документация на ГНУ. Прегледайте историята на редакциите на оригиналната страница, както и на преводната страница, за да видите списъка на съавторите. ВАЖНО: Този шаблон се отнася единствено до авторските права върху съдържанието на статията. Добавянето му не отменя изискването да се посочват конкретни източници на твърденията, които да бъдат благонадеждни. |